# 흥무로
흥무로(Heungmu-ro)는 경상북도 경주시 서악동에서 시작하여, 석장동을 거쳐 연결하는 도로이다.

## 노선 경로
- 네거리 명칭 미상 - 태종로, 대경로
- 동대교 - 동대로 통과
- 통로 - 중앙선 통과
- 거리 명칭 미상 - 동대로

## 참고 사항
매년 3월 말부터 4월 초 사이, 주말이나 축제 기간에는 상춘객과 차량이 한꺼번에 몰리면서 교통 체증이 심각해지는 경우가 많다. 실제로 과거 조사에 따르면, 흥무로와 인근 진입로에서 평소 5분이면 통과하던 구간이 최대 45분 이상 지연된 사례도 있었다.

## 같이 보기
- 김유신 장군 드라이브
- 경주 벚꽃길